# Archivwürdigkeit
Mit Archivwürdigkeit bezeichnet man im Archivwesen die Eigenschaft von zu übernehmenden Archivgut in ein historisches Endarchiv. Die Ermittlung der Archivwürdigkeit geschieht durch den Vorgang der archivischen Bewertung. Nicht archivwürdiges Schriftgut wird in der Regel kassiert. Unterlagen (physischer oder elektronischer Art) sind archivwürdig, wenn sie aufgrund ihrer rechtlichen, politischen, wirtschaftlichen, kulturellen, sozialen, administrativen, historischen, religiösen oder gesetzgeberischen Bedeutung einen bleibenden Wert haben oder von öffentlichem Interesse sind, einen hohen Informationsgehalt besitzen oder relevant sind für öffentliche Aufgaben, Forschung, Wissenschaft oder Bildungsarbeit. Sie können ggf. hilfreich sein, Geschichte, Gegenwart oder zukünftige Entwicklungen zu verstehen. Zudem dienen sie der Rechtewahrung oder den Belangen Dritter.
Abstrakter gesprochen gilt ein Objekt in  als archivwürdig, wenn es „im Kontext von geschaffener historischer Zeugenschaft, mit Blick auf zukünftige, zum Teil unbekannte, rekonstruktive, multivalente Praxen, als langfristig beweiskräftig angesehen werden kann“.
In Deutschland spielt der Begriff nicht nur in Bewertungsdiskussionen eine zentrale Rolle, sondern auch in den Archivgesetzen der Länder und des Bundes.